# Gieråivetjärnen
Gieråivetjärnen eller Gieråjvjávrátje är en sjö 6 kilometer nordväst om Ammarnäs i Sorsele kommun i Lappland och ingår i Umeälvens huvudavrinningsområde. Sjön har en area på 0,0605 kvadratkilometer och ligger 820,2 meter över havet. Gieråivetjärnen ligger i Vindelfjällen Natura 2000-område. Kungsleden passerar sjön. Sjön ligger på en platå mellan de mindre bergstopparna Gieråjvvie och Njallavárátje  där Kungsleden tillfälligt delar sig i en nordlig rutt mot Rävfallsstugan och en östlig mot Höbäcken.

## Delavrinningsområde
Gieråivetjärnen ingår i det delavrinningsområde (732638-151848) som SMHI kallar för Ovan Bissitsbäcken. Medelhöjden är 667 meter över havet och ytan är 22,2 kvadratkilometer. Räknas de 45 avrinningsområdena uppströms in blir den ackumulerade arean 661,36 kvadratkilometer. Vindelälven som avvattnar avrinningsområdet har biflödesordning 2, vilket innebär att vattnet flödar genom totalt 2 vattendrag innan det når havet efter 410 kilometer. Avrinningsområdet består mestadels av skog (69 procent) och kalfjäll (22 procent). Avrinningsområdet har 0,06 kvadratkilometer vattenytor vilket ger det en sjöprocent på 0,7 procent.